# Mączniak rzekomy chmielu

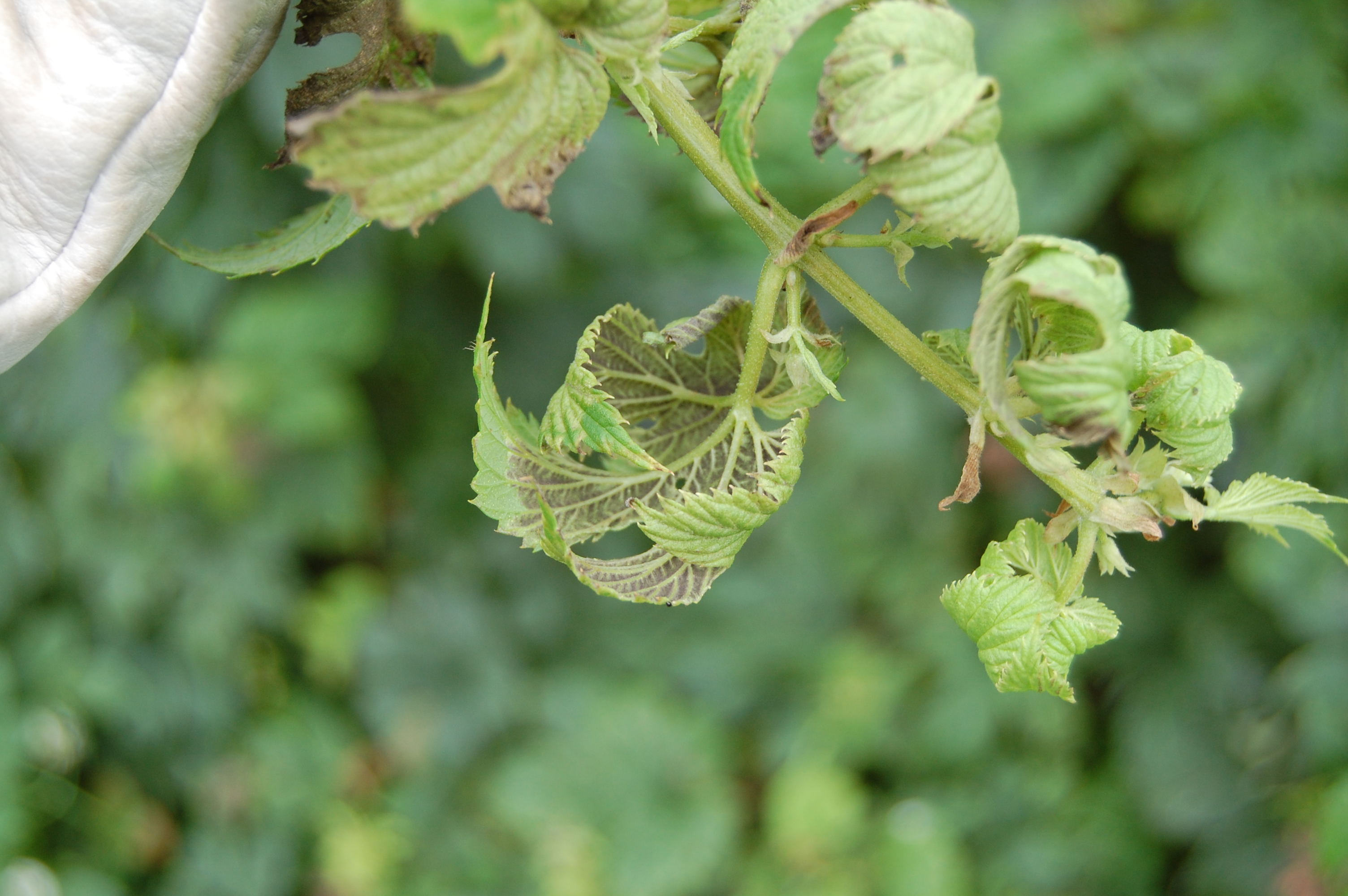
Porażony pęd

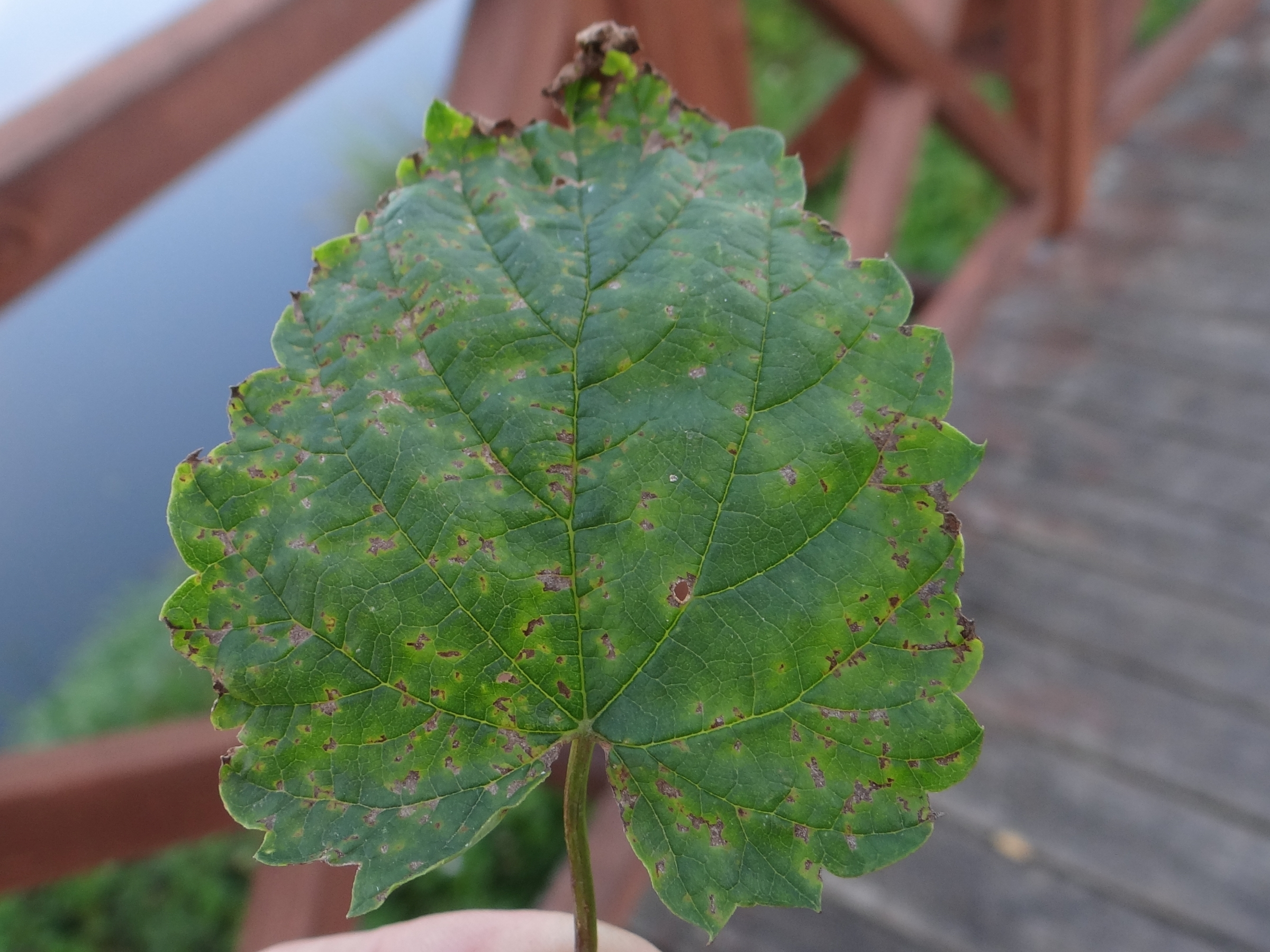
Porażony liść

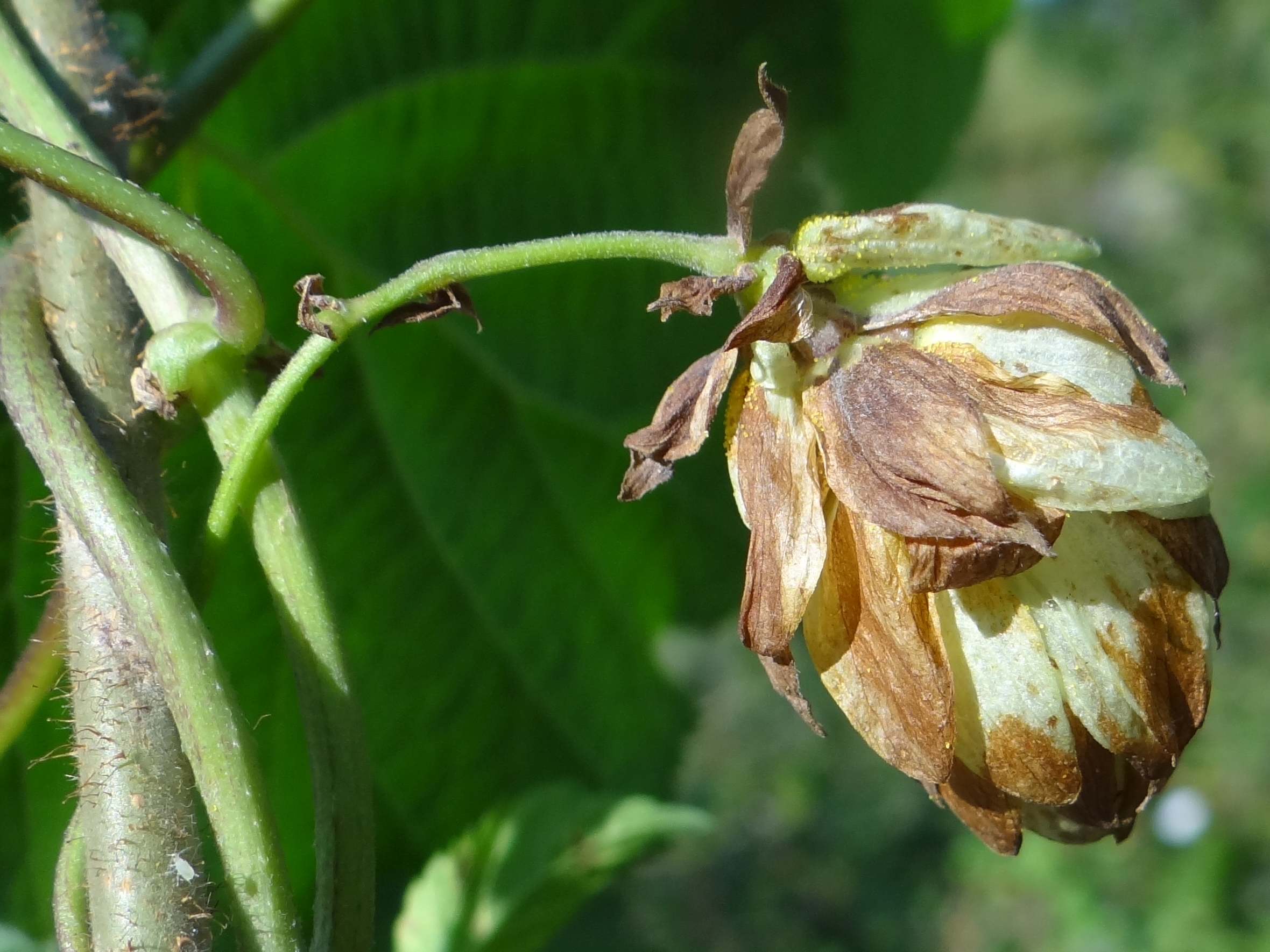
Porażona szyszka

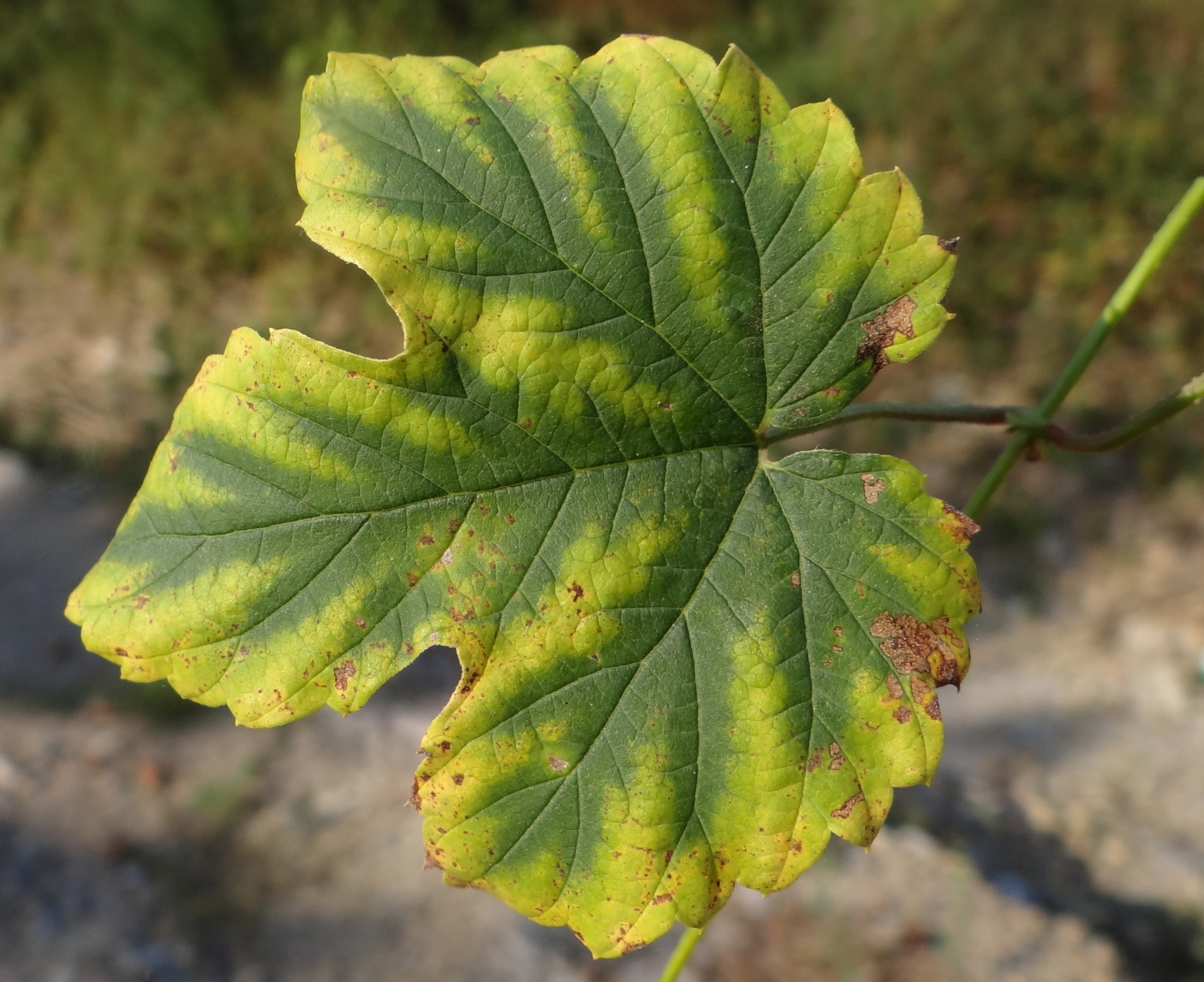
Porażony liść

Mączniak rzekomy chmielu (ang. downy mildew of hop) – choroba chmielu (Humulus lupulus) wywołana przez Pseudoperonospora cubensis. Jest to organizm grzybopodobny zaliczany do lęgniowców. Jest on pasożytem bezwzględnym, a wywołana przez niego choroba należy do grupy chorób zwanych mączniakami rzekomymi.

## Występowanie i szkodliwość
Choroba występuje w USA, Europie i Rosji. Pojawia się na chmielu zwyczajnym, chmielu japońskim (Humulus japonicus) i niektórych gatunkach pokrzyw (Urtica). Jest jedną z najgroźniejszych chorób chmielu. W sprzyjających patogenowi warunkach może nawet całkowicie zniszczyć plon całej plantacji. W latach 20. XX wieku w Europie wystąpiła jej epidemia, powodując załamanie się upraw chmielu. W samych tylko Niemczech straty wyniosły około 30 mln ówczesnych marek. Od tego czasu wyhodowano odmiany o podwyższonej odporności, stosuje się też ochronę chemiczną. Dzięki temu obecnie choroba nie powoduje już dużych strat.

## Objawy
Pierwsze objawy pojawiają się wiosną i są dość charakterystyczne. Pędy wyrastające z porażonych karp są grube, krótkie i bladozielone, a ich gęsto wyrastające liście są podwinięte w dół. Swoim wyglądem pędy stają się podobne do kłosów i nazywane są „pędami kłosowatymi". Na dolnej stronie ich liści występuje szary nalot. Pędy te po pewnym czasie obumierają, objawy choroby zaś pojawiają się na sąsiednich, dotychczas zdrowych pędach. Objawy choroby w postaci plam pojawiają się nie tylko na porażonych pędach, ale także na liściach zdrowych pędów. Na górnej ich stronie pojawiają się niewielkie, kanciaste plamy, początkowo jasnobrunatne, potem ciemnobrunatne. Na dolnej stronie tych liści pojawia się szary nalot zarodników, ale mniej obficie niż na pędach kłosowatych. Przy silnym porażeniu liście brunatnieją i obumierają. Choroba atakuje także kwiatostany męskie (szyszki). Ulegają one zniekształceniu i brunatnieją. Duża ich część przedwcześnie opada, ale i tak porażone szyszki, które pozostają na pędach nie mają wartości handlowej. Nie zawierają bowiem lupuliny, czyli substancji decydującej o ich użyteczności.

## Etiologia i epidemiologia
Patogen zimuje w porażonych karpach chmielu w postaci plechy. W sezonie wegetacyjnym wytwarza ona na dolnej stronie liści sporangiospory, które podczas deszczu kiełkują przekształcając się w pływki rozprzestrzeniające chorobę. Dokonują one infekcji przez aparaty szparkowe rośliny. Pływki mogą kiełkować tylko w obecności światła, tak więc nocna rosa nie wystarcza do ich kiełkowania, może ono zachodzić tylko w dzień podczas deszczu. Patogen w obumarłych liściach i pędach wytwarza jeszcze grubościenne oospory, jednak nie odgrywają one większej roli w rozprzestrzenianiu choroby. 
Pływki patogenu mogą kiełkować w dużym zakresie temperatur – na pędach od 8–23 °C, na liściach od 8–23°.  Nasilenie choroby w dużym stopniu zależy od długotrwałości i nasilenia opadów deszczu. W Polsce przy deszczu trwającym co 3–4 dni o nasileniu 60 mm na miesiąc występuje średnie zagrożenie chorobą. Bardziej długotrwałe i większe opady deszczu stwarzają bardzo duże zagrożenie. W czasie długotrwałej suchej pogody choroba samoistnie wygasa.
W porażonych szyszkach chmielu pozostałych na polu po zbiorach następuje wytwarzanie sporangiospor. Podczas deszczu lub nocnej rosy wytwarzają one pływki infekujące karpy poprzez aparaty szparkowe. Ponieważ szparki w nocy są zamknięte, infekcja podobnie jak na liściach odbywa się tylko w dzień, podczas deszczowej pogody. Okres inkubacji choroby na liściach trwa 3–10 dni, na karpach 7–22 dni.

## Ochrona
Najlepszym rozwiązaniem jest uprawianie odmian o podwyższonej odporności na mączniaka rzekomego i wykonywanie sadzonek tylko ze zdrowych roślin. Po zbiorze należy wycinać i niszczyć pędy nadziemne, a wiosną przycinać karpy. W okresie wegetacji wycina się i niszczy wszystkie porażone pędy. Oprócz tych zabiegów agrotechnicznych zazwyczaj konieczne jest opryskiwanie roślin fungicydami. Stosuje się w tym celu fungicydy miedziowe (Miedzian, tiokarbamylowe (metiram), fosfonowe (fosetyl glinu) i pochodne amidoksynu cyjanooctowego (cymoksanil). Opryskiwań dokonuje się w okresie wegetacji kilkukrotnie dwoma metodami; w zależności od istniejącej i prognozowanej pogody (system sygnalizacyjny) lub w zależności od fazy rozwojowej roślin (system fenologiczny). W systemie fenologicznym pierwszy raz opryskuje się bezpośrednio po naprowadzeniu pędów na podporę, dwa tygodnie później, na początku kwitnienia, na początku zawiązywania szyszek i dwa tygodnie później. System ten jest jednak dużo mniej skuteczny, niż opryskiwanie stosowane w zależności od pogody. W obydwu systemach najważniejsze są 2 opryskiwania: po naprowadzeniu pędów na podporę i podczas kwitnienia i zawiązywania szyszek.